# Kiantajärvi
Der Kiantajärvi ist ein See in der finnischen Landschaft Kainuu.
Der See liegt im Gemeindegebiet von Suomussalmi und reicht bis auf wenige Kilometer an die russische Grenze.
Der See hat eine Wasserfläche von 191,15 km² und eine Länge von 45 km.
Die Höhe des Wasserstandes über dem Meeresspiegel schwankt zwischen 195,5 und 199,5 m.
Der Abfluss wird seit 1959 reguliert. 
In Suomussalmi, dem gleichnamigen Verwaltungszentrum der Gemeinde, am Südufer des Sees befindet sich ein Wasserkraftwerk.
Das Wasser des Kiantajärvi fließt über den Emäjoki zum Iijärvi, und weiter über den Kiehimänjoki zum Oulujärvi und schließlich über den Oulujoki zum Bottnischen Meerbusen.